# Vilda Mánnu
Albums de Eternal Tears of Sorrow
Sinner's Serenade
(1997) Chaotic Beauty
(2000)
Vilda Mánnu est le deuxième album studio du groupe de death metal mélodique finlandais Eternal Tears of Sorrow. L'album est sorti en 1998 sous le label Spinefarm Records.
Le nom de l'album et du titre, Vilda Mánnu, signifie la lune sauvage dans le langage de la Same du Nord.
Il s'agit du dernier album du groupe enregistré avec le guitariste Olli-Pekka Törrö. C'est donc également le dernier album enregistré avec la formation d'origine de Eternal Tears of Sorrow.
La vocaliste Heli Luokkala chante sur les titres Raven (in Your Eyes) et Nightwind's Lullaby.

## Musiciens
- Altti Veteläinen − chant, basse
- Jarmo Puolakanaho − guitare, claviers
- Olli-Pekka Törrö − guitare, claviers

### Musiciens de session
- Heli Luokkala - chant sur les titres Raven (in Your Eyes) et Nightwind's Lullaby

## Liste des morceaux
1. Northern Doom – 4:35
2. Burning Flames' Embrace – 4:07
3. Goashem – 3:53
4. Scars of Wisdom – 4:56
5. Raven (in Your Eyes) – 5:35
6. Nightwind's Lullaby – 5:28
7. Vilda Mánnu – 5:52
8. Coronach – 4:53
9. Nodde Rahgam – 1:12
10. Seita – 3:06